# Бандитизм

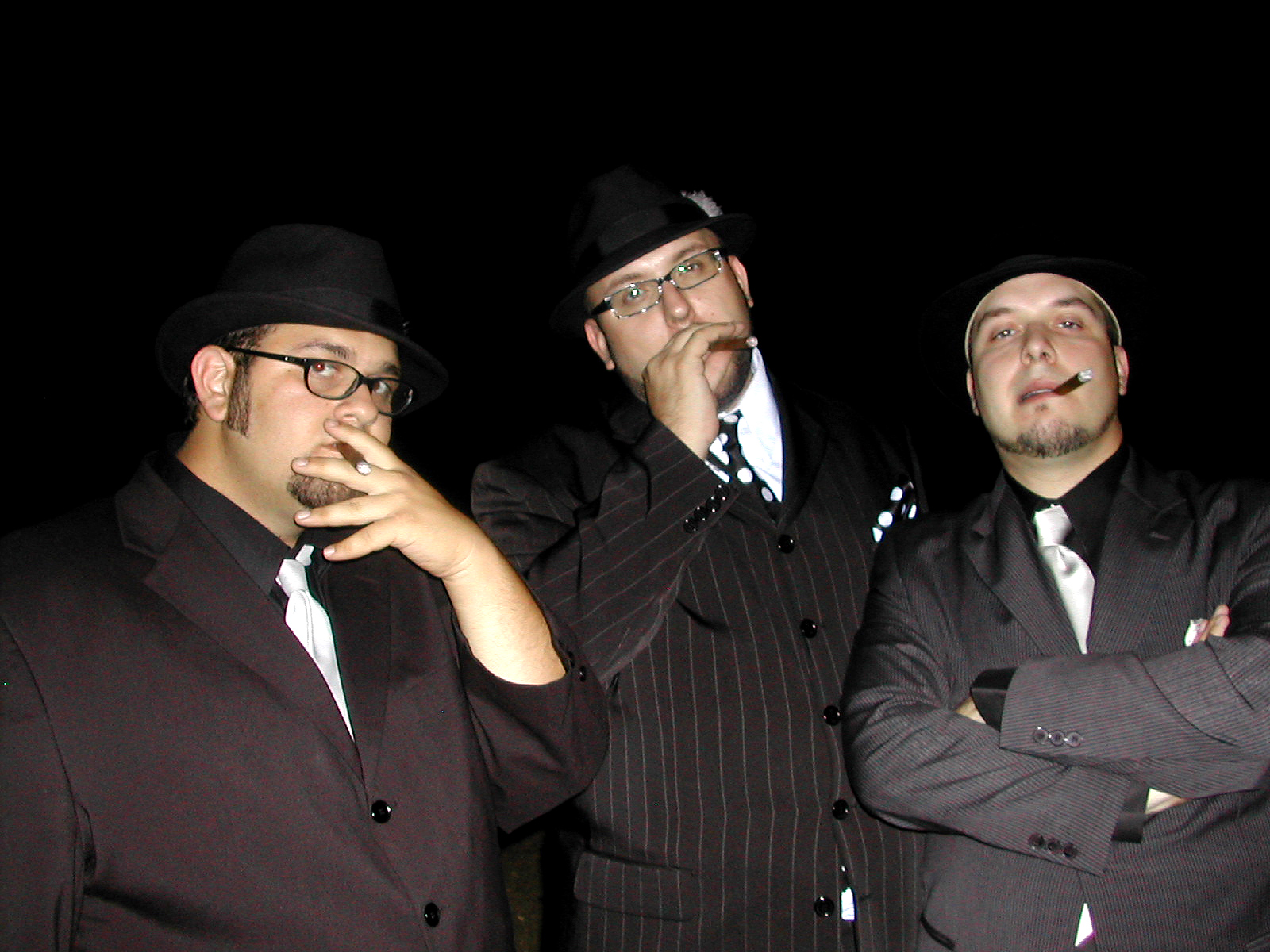
Класичний гангстерський одяг

Бандити́зм (від італ. banda — загін, зграя) — один з найнебезпечніших злочинів проти громадської безпеки, що полягає в організації озброєної банди з метою нападу на підприємства, установи, організації чи окремих осіб, а також участь у такій банді або у вчинюваному нею нападі. 
Сам факт організації озброєної банди визнається закінченим злочином, навіть якщо вона не встигла здійснити жодного нападу. Участь у банді — також закінчений злочин.
Банда — це різновид злочинної організації або ж організованої групи, з метою вчинення нападу (нападів), який потребує ретельної тривалої підготовки 

## Історія застосування терміна
В історико-правовій літературі та судовій практиці бандитизм тлумачився переважно, як злочин антидержавний з політичним відтінком. Зазначена оцінка бандитизму та практика боротьби з ним носили виразно репресивний характер.
В історії кримінального законодавства бандитизм розглядається, як злочин державний, (стаття 75 Кримінального кодексу РРФСР 1922 року та стаття 593 Кримінального кодексу РРФСР 1926 року). 23 серпня 1922 року Всеукраїнський Центральний Виконавчий Комітет визнав за необхідне об'єднати всі каральні постанови в кримінальний кодекс. У всіх радянських республік засадовим став кримінальний кодекс Російської Федерації. У зазначених статтях кримінального кодексу були визначені досить широкі ознаки бандитизму з виключенням з нього таких діянь, як зупинка потягів, пошкодження залізничних шляхів та інших засобів сполучення (стаття 593 Кримінального кодексу РРФСР 1926 року у розділі «Державні злочини»).
Після колективізації сільського господарства та придушення опору з боку селянства кримінальна відповідальність за бандитизм у судовій практиці стала застосовуватися досить рідко.
У воєнні та повоєнні роки широке застосування статті про бандитизм знову знайшло місце в правоохоронній практиці. У системі Народного комісаріату внутрішніх справ (НКВС), а потім і в системі Міністерства державної безпеки (МДБ) СРСР було створене головне управління по боротьбі з бандитизмом (ГУББ). Найбільш широко стаття про бандитизм застосовувалася у боротьбі з озброєними формуваннями в Західній Україні та Прибалтиці, а також у місцях позбавлення волі (Указ Президії Верховної Ради СРСР від 13 січня 1953 року «Про заходи щодо посилення боротьби з особливо злісними проявами бандитизму серед ув'язнених у виправно-трудових таборах»).